# ザ・サード
『ザ・サード』 は、星野亮の日本のライトノベルおよびそれを原作としたメディアミックス作品。原作は富士見ファンタジア文庫（富士見書房）から刊行されイラストは後藤なおであったが、短編集第7弾の「青の記憶」からきみしま青に変わった。第10回ファンタジア長編小説大賞〈準入選〉作品。2006年4月時点でシリーズ累計部数は150万部を記録している。
2013年6月現在、本編である長編10作（12巻）、短編集7巻、さらに本編の準主人公ともいえるキャラクター、パイフウやMJという男性を主人公として描いている長編（外伝）『ザ・サード0（ゼロ）』1巻が刊行されている。短編集には必ず中編が書き下ろされている。著者は「とにかく元気な女のコの話を書きたかった」と語っている。
『月刊ドラゴンエイジ』にて伊藤有子作画によるコミック版が2005年12月号から2006年12月号まで連載された。また、WOWOWノンスクランブル枠で2006年4月からアニメ化された。
2015年10月より出版社を毎日新聞出版、イラストを士郎正宗に変えた「完全版」を刊行開始している。

## あらすじ
大戦という大きな戦争の代償として、世界の多くが砂漠化してしまった惑星。天宙眼（てんちゅうがん）と呼ばれる紅い第三の瞳を額に宿す人類「ザ・サード」が、大戦の再来を防ぐために現生人類の技術的進化を管理・抑制している混迷の時代。刀使い（ソードダンサー）という二つ名の所以である一振りの刀を手に、相棒である機械知性体のボギーとなんでも屋として砂漠を駆け回る少女・火乃香（ほのか）。ある日、砂漠の真っ只中での野営中に戦車のレーダーが反応。示された場所には鮮やかな金髪と透き通るような緑の瞳を持つ青年・イクスがいた。彼との出会いにより、火乃香は運命とでもいうべき時代の大きな奔流に巻きこまれていく。

## 登場人物

### 主人公
火乃香（ほのか）
声 - 豊口めぐみ
本作の主人公。黒髪黒瞳。主に砂漠を越えての人物のエスコートや学術調査、ボディーガードなどをこなす「なんでも屋」を営む17歳（後に18歳）の少女。額に「蒼い」第三の瞳である天宙眼を持ち、体内外を問わず流動する気やオーラと呼ばれる力を感知し、気功術に類似した能力を使いこなす。養父に習った剣術（主に抜刀術）と自身の特殊能力を合わせることで超人的な力を行使でき、戦車や人型自立ロボット・自動歩兵の装甲すら紙のように斬ることが出来る。常に刀を携行しており、その刀および卓越した抜刀術が知り合いの傭兵、ケヴィンに付けられた「刀使い（ソードダンサー）」という二つ名の由来となっている。家族構成は養父のウォーケン（故人）と養母のレオノーラ、そして実父と実母。また確認されてはいないが10歳ほど歳の離れた妹がいるらしい。とりあえず考える前に行動、という頭より体が先に動くタイプの人物。しかし、異常に勘が鋭く、凄まじい洞察力を発揮することもある。
砂漠に生息している生物やデューンラン（砂漠走行）のエキスパートであり、深い知識と経験を持っている。それらの知識を生かし「なんでも屋」としては3本の指に入ると言われている。砂上戦車を所有しており、仕事も生活も戦車にて行っている。趣味は砂漠をフラつくこと、経済活動詩人ダナ・マイフリーの詩集を読むこと。かつて、額の蒼い天宙眼からザ・サードとしての能力を疑われ、詳細な検査の結果それを完全に否定された、という過去がある。
イクスに対しては恋愛感情に近いものを抱いており、浄眼機やジョーイ、パイフウなどからも好意を持たれているが、火乃香自身が鈍いため自分自身の感情にすら気づいていない。
イクス
声 - 浪川大輔
砂漠の真っ只中で火乃香が出会った青年。外見は金髪で碧眼の優男だが、実は人類が初めて接触した（と浄眼機は語ったが、ハデスの生い立ちから疑問の声も上がっている）外宇宙からの知的生命体である。火乃香と最初に接触して以来、彼女と行動を共にする。
「観察者」（声 - 家弓家正）と呼ばれる、星におけるあらゆる記憶を記録していた存在から、その記憶の全てを引き継いだ存在がイクスで、「決定者」とも呼ばれる。そのため、あらゆる生物、物体、事象、事件について凄まじいまでの知識を持つが、逆に日常的なことで抜けている部分がある。
火乃香に対しては好意を抱いているように思われるが、恋愛沙汰には疎い（むしろ興味がない）らしく「朴念仁」と呼ばれるほど。ただ浄眼機が彼女に好意を抱いていることは指摘している。
非常に大きな力を持っていると思われるが、惑星で起こる事態には積極的に関わろうとはしない（が、火乃香の影響を受けたのか今では「ばれなければ大丈夫」と事態に干渉することもある）。胸を銃で撃たれたことがあるが、撃たれた部分の服の素材が新しくなっただけでまるで効果がなかった。手をかざすことで人体の回復力を補助することができるヒーリング能力を持っており、何度か火乃香の危機を救ったことがある。クエスとは過去に何らかの因縁がある。

### 火乃香を取り巻く者達
ボギー
声 - 石塚運昇
火乃香の相棒にして機械知性体。火乃香の砂上戦車の統括を任されている。火乃香の養母、レオノーラが率いるキャラバン（部隊）を統括する機械知性体であるイルザのパーソナルをコピーし、株分けされたのがボギーである。火乃香のお目付け役ということで、火乃香がウォーケンのキャラバン(現在のレオノーラキャラバン)にやってきた時に生み出され、以後火乃香を見守ってきた。火乃香の相棒であり、保護者であり、また親友でもある。
本人曰く、「砂上戦車の操作、システム管理、事業運営、戦術作成、実務支援、火乃香の生活管理、人生設計その他を担当している」とのこと。ボギーの本体はコアブロックに収容されており、戦車から取り外して持ち運ぶことが可能である。
冷静沈着で、行動の全ては理知的な理論に基づいて行っている、とは本人の言であるが、火乃香に関わることになると熱くなることもしばしば。しかし非常に優秀なパイロットであり、補佐役でもある。感情を表に出すことはほとんどないが、独特のユーモアなどは持ち合わせている。ガチガチの理論家だが、火乃香の直感や第六感には信頼を置いている。
パイフウ
声 - 小林沙苗
元暗殺者で、現在は学校の保健婦という異色の経歴を持つ女性。長い黒髪と切れ長の瞳、およびそのスタイルの良さで男性を惹きつけるが、真性の同性愛者で男性とは友人の関係になる事すら稀である。学校の生徒からは親しみをこめて「パイ先生」と呼ばれている。左利き。ある事件をきっかけに火乃香と出会い、火乃香を見守っている。実は火乃香に一目惚れなのだが、火乃香には全く気付かれていない。
感情が非常に希薄で、火乃香から「無感動症」と言われている。常に死を匂わせる雰囲気を纏い、どこか浮世離れした感じを受ける。気を操る能力に長け、それを応用した体術とあらゆる銃火器を使いこなす知識と技術を有する。携行している武器はウェポンシステムと呼ばれるもので、普段は拳銃として機能し、バレルを交換するアタッチシステムを使うことで長距離用ライフルなど、様々な状況に対応するよう変更可能。しかしこの武器に頼りきるということはなく、最も得意としているのは格闘である。気を感知する能力や用いる気の総量は火乃香には及ばないが気を操る技術に秀でており、体外に練り上げた巨大な気圏から槍の如く気を噴出させる「龍気槍」や、気塊を配置して自らの位置を誤認させる「残影」など、火乃香の気功とは異なるアプローチからなる多彩な技を見せる。
火乃香に出会い、共に数々の死線を潜り抜けることで、能力的にも人格的にも成長を見せる。人に近い、人の亜種で幼い頃から潜在的に凄まじい力を持っており、それに目を付けたハデスと呼ばれる人物に暗殺者として育てられた。基本的に怠惰で、保健婦の仕事中は寝ていることが多い（が、訪問者が来るとその気を感知して目を覚ますため、この事はばれてはいない）。
いわゆる濡れ場を見せている唯一のキャラクター。火乃香に出会う前は貞操観念が薄い女たらしで、気に入った女性を手篭めにして強引に関係を持ち、飽きたら捨てるという事を繰り返していたようである。
ミリィ
声 - 坂田有希
パイフウの勤める学校に通うポニーテールの似合う小柄な8歳の少女。本名はミリアムだが、愛称でミリィと呼ばれている。火乃香の影響を強く受けている。火乃香の妹のような存在で、親友でもある。彼女とはテクノス（技術者）の父親ザンカンを通じて知り合った。
以前はザンカンと共に各地を放浪していたが、ブルーブレイカーにザンカンを殺害され、現在はエンポリウムに住む叔母のエスメルの元に身を寄せている。テクノスの父親の血を引いているためか学校での成績は優秀で人望も厚い。
年齢にしては人格の形成度が高かったことが災いし、目の前でザンカンを殺害されたことが引き金となって、一時期PTSD（心的外傷後ストレス）を患うが、火乃香たちとの旅行中にカムイという高い知性を有する狼に出会うことによって徐々に快方へ向かった。
将来は火乃香の役に立つことのできる職業に就きたいと思っている。
ジョーイ
声 - うえだゆうじ
エンポリウムタウンのメンテナンスドックで働く18歳の少年。登場シーンは常につなぎ姿で、出てくる場所は常にドック。それ以外の場所、格好での登場は全く存在しない。まだ少年でありながらも一流の腕を持ち、よく働く姿から「トーイ・ジョーイ」のあだ名で呼ばれる。本人はこのあだ名を全く気に入っていない。火乃香のことを「お嬢」と呼び好意を寄せるが、火乃香本人からはただの友達としか見られていない。火乃香がイクスを紹介したときには顎が外れるほど仰天し、とにかく彼を疎ましく思っている。
ノル爺
声 - 緒方賢一
すでに老年期に入っているにもかかわらず、まだまだ全くカンオケに入る気が無い好色ジジイ。信じがたいことだが医者、それもかなりの凄腕。怪我の診察に来た火乃香を大音量アナウンスで「外来の火乃香さん、外来の火乃香さん。豊胸手術の準備が整っております。繰り返します、豊胸手術の…」という悪趣味極まりないジョークで呼び出したシーンに彼の人格全てが説明されている。診察時間にもかかわらず、患者たちと一緒にカニ釣りに行ったり、診察中に酒を飲んだりとやりたい放題の道楽じいさま。しかし人生経験は豊富で火乃香に砂漠で生きるうえでの深い言葉を残したり、火乃香ですら気付かなかったミリィの「精神の緩やかな歪曲」を見抜いたりした。彼も火乃香を支え、彼女が成長する上で重要な要因になった一人である。
ケヴィン
声 - 三宅健太
エンポリウムを拠点として活動する傭兵の青年。左腕と頭部の一部をサイボーグ化処理している。飄々とした言動で火乃香を煙に巻く、落ち着いた人格者。火乃香の「ソード・ダンサー」という二つ名は彼が命名したものである。
ラザリ
エンポリウムタウンの市長秘書を勤める女性。辣腕家として知られる市長を忠実に補佐する。エンポリウムにやってくる前のパイフウに命を救われた事があり、その事もあってパイフウに住居や職場を紹介した。パイフウと性的な関係を持っていた時期もあり、関係が切れた現在も彼女を愛している。

### ザ・サード
マキナ翁（オールド・マキナ）
評議会常任議員の一人。ザ・サード最大の種的能力を備えた個体。ザ・サードの創設者の意志が存在するといわれる次元の門に唯一踏み入ることができる。
浄眼機（じょうがんき）
声 - 子安武人
惑星を支配するザ・サードの一員。ザ・サードの象徴である紅い第三の瞳・天宙眼の能力が突出して高く、評議会常任議員に名を連ねている。種族中最高齢で最高の能力を持つオールド・マキナに次ぐ実力者とも言われている。外見は男性。かねてより火乃香の蒼い天宙眼に注目し、接触を試みている。表向きはザ・サードの一員として火乃香を迎えたいと言っているが、そこに個人的感情が存在するようであり、危機的状況に火乃香が陥るとあからさまに動揺を表に出す。
自分のことをスプーキー（変わり者）と言うように、突飛な行動や発言も見られる。ザ・サードとしての使命感などは強く持っているが、心中は人類寄り、というか火乃香寄りになっているようである。
同じ常任議員のフィラ・マリークとはまるで双子のように容姿が似通っているが、中身は正反対であるかのごとく仲が悪く見える。しかし実際には、相互に信頼と尊敬の念がある。
フィラ・マリーク
声 - 田中理恵
ザ・サードにして常任議員の一人。浄眼機と双璧を成すほどの種的能力の持ち主で外見は女性。最高権力者、オールド・マキナの信頼も厚く、評議会では議長を任されている。火乃香を浄眼機の部下だと思い込んでいたこともあるが、ある事件をきっかけにして火乃香を信頼するようになる。目的のためには手段を選ばない、ある意味残忍な面を見せることもあるが、本質的には穏健派である。浄眼機とは仲が悪そうに見えるが、彼が人質に取られた際は一般人であるはずの火乃香やパイフウを動員してでも彼を救出しようとしていた（しかし浄眼機自身はこのことをあまり良くは思っていないように思われる）。また、浄眼機と仲が悪く見える原因のひとつに、彼とフィラ・マリークが常に互いに対立するように行動する密約を交わしていることがあげられる。
フィラ・マリークという名前を中途で切り離して呼ばれることを極端に嫌い、浄眼機に「フィラ」と呼ばれて、言い争いになる場面が多々見られる。
STW-9000 "蒼い殺戮者"（ブルーブレイカー）
声 - 志村知幸
辺境査察軍最強と恐れられる、蒼い装甲を纏った自動歩兵。形式番号STW-9000。ザ・サードから特別な権限を与えられており、「テクノスタブー（T・T）」に違反した者を通常の査察では考えられないほど徹底的に殲滅する。なお、ザ・サードは人類に対して公式にはその存在を認めていない。現在では正式な査察軍コードとなっている"蒼い殺戮者"という呼び名は、元々辺境に流布した通り名であった。
突然変異によって誕生した突出した戦闘センスを持つ培養脳は、強い殺戮の衝動に支配されており、その欲求を満たすために戦う天性の殺し屋であった。ミリィの父親で火乃香の恩人でもあるザンカンを殺害したことで火乃香と対立し、敗北を喫する。その後、火乃香との共闘を経て自らの存在意義を問うようになり、やがてしずくという守るべき存在を得て、自我に目覚めた。その後は、火乃香と共闘するなど戦力面で貴重な存在となっている。
しずくと出会った後はB・B（ブルー・ブレイカーのイニシャル）との愛称で呼ばれる。
ローナ・ファウナ
声 - 生天目仁美
培養脳達の精神に話しかけることができる、特殊な能力を持ったザ・サード。情報処理能力は平均的だが、その特異な能力故に監視され続けることになる。それゆえに自分が「なりそこない」であると劣等感を抱いていた。本作では彼女自身は既に死亡しており、登場するのは彼女が死ぬ間際に作り上げたクローンである。
しずく
ブルーブレイカーに保護された機械知性体。かつては「天使の翼」という気を使った電子偵察機との関係を危険視され、イレイザーによって消去されるところであった。当初は持ち主不明でなおかつ飛行プログラムと「天使の翼」に関するプログラムの為に著しく記憶能力が低かったが、その後浄眼機に保護され現在では新たな電子偵察機の方に容量を移している。飛行技術はかなりの腕前。容量を移し変えた後は幼い性格から一変して外見相応の少女のような性格になるが、本質的は部分はあまり変わっていない。
大戦前のオーバーテクノロジーが組み込まれている。

### レオノーラ・キャラバン
レオノーラ
レオノーラ・キャラバンのリーダー。火乃香の養母。
ビスマルク
レオノーラ・キャラバン副隊長。元傭兵であり「百人殺し」の異名をとる。
クライン
レオノーラ・キャラバンの機械整備士。爬虫人（リザード）。
アリサ
レオノーラ・キャラバン副オペレーター。
ノエル
機械知性体の少女。旅族に自分が所属していたキャラバンを滅ぼされた過去があり、その仇を探し旅をしていた際、レオノーラ・キャラバンに同行した事を縁にキャラバンに加入する。

### MJチーム
MJ
辺境最強のなんでも屋。ある技術者によって旧世界の技術を結集して生み出されたバイオ・ブースト。その技術者に殺されかけたところをアレクセイに救われ、なんでも屋を営みながら「イレイザー」としても活動している。
レフティ
MJの相棒。左手が「ファントム」と融合しており、自在に形状を変えることができる。
ジャンヌ
機械知性体の女性。「人形師」と呼ばれた凄腕の技術者・オレグの最高傑作。旅族に殺されたオレグの娘の姿を模しており、その復讐として旅族を皆殺しにしてきたことから「旅族狩り」と呼ばれている。

### 高次存在
スターシード
声 - 松来未祐
呼んで字のごとく「星の種」。惑星全ての生命体の情報を秘めた生体データバンク。惑星の生命の情報を、まだ生命が芽吹いていない星に植え、育て、また旅立つ星の旅人。あまりに広い宇宙の中から生命が生きられる環境を探すのは至難であり、そのため自己を複数に分割する能力を有する。火乃香の住む惑星のスターシードは情報に欠損があり、「完全生命」であるカムイと合一の後、宇宙へと旅立つ。
レオン
半流動体戦闘サイボーグ。大戦時は「怪物部隊」に所属していた。
ハデス
毎回、年齢も性別も全く統合性の無い人間が、入れ替わり立ち代り名乗る謎の存在。「ハデス」という呼称は集団や組織を指す固有名詞ではなく、あくまでも一人の人格の名詞であることが、更に謎を深める。過去、パイフウを暗殺者として鍛え上げ、そして彼女自身によって殺された。だがその後、全く見覚えの無い人物がまたもや、「なぜ『私を』殺したのだ」という言葉とともに現れた。自分の元を離れたパイフウに強い執着心を抱き、取り戻そうとしている。
その正体は、旧世界において訪れた惑星外生命体が保有していたバイオ・コンピューターから発生した情報生命体。
クエス
強大な力を持つ謎の存在。黒いコートを纏った若い男の容姿をしているが、プロメテウスを閉じ込めていた四重ブラックホールの監獄をいとも簡単に解いたり、一度世界そのものを時間線から一瞬とはいえ完全に消去したりと力の全貌は知れない。彼に言わせれば、イクスたちの種族は進化を放棄した種族らしい。レオンを蘇生させて以降、火乃香に注目して暗躍を続けている。名前の由来はQuestion。
プロメテウス
母星崩壊を悟った異星文明が、自らの意識を一つに統合することで生き延びようとした、「生命の脱線」。500億の苦痛と、500の憤怒と、500億の絶望でできている。「純粋知性」を生み出すために実験を繰り返し数多の異星文明を呑み込んだ末に、最大危険因子としてとある文明によって危険視される。かの文明は、マイクロミリメートル以内の誤差にとどまる四角形人工ブラックホールを外宇宙の深遠に4つ生成。時空間変異を引き起こし、時間と空間がスタートラインの状態で停止した脱出不可能な牢獄を人工生成した後に、プロメテウスを閉じ込めることに成功する。ここでいうかの文明とは、イクスの所属する文明であり、抹消するのではなく閉じ込めるという方法をとったことからも分かる様に、理論上不滅である。
その実態は意識存在や概念存在のような、実体を待たない存在ではあるが、漆黒のドラゴンの姿を象徴として顕現する。

## 用語
ザ・サード
実質的に惑星を支配する超人類。人類の技術水準を管理・抑制しており、テクノスタブー（後述）に反するものに対しては全く容赦がない。現人類の技術水準から見ればオーヴァーテクノロジーといってよいほどの技術を独占している。ただし、本作は他の多くの作品群のように支配階層であるザ・サードを主人公である火乃香が打倒するという物語ではない。
特徴として、額の紅い第三の瞳であるサードアイ（天宙眼）があり、これは先天的なものである。外見上は男女の違いがあるように見えるが、性別という概念はない。彼らは生殖行為によってその個体数を増やすことはできず、通常の人間の間に突然変異体という形で誕生する（その原因は解明されていない）。全体的に知的で綺麗であるという外的印象を受ける。人類よりも肉体的にも優秀で、ある程度過酷な環境にも対応でき、疲労などにも強い。また記憶にしたことを忘れることがない。
サードアイによってあらゆる電脳ネットワークにダイレクトにアクセスすることが可能で、この能力を駆使し、惑星を支配・統治している。ザ・サードには、誕生の意味と意義、なるものが存在し、それは惑星および惑星に存在する文明・生物を守護することである。
サードアイの能力は情報処理と情報処理許容量の大きさが主なものであり、これらの優劣によってザ・サードとしての資質は決定される。これは変動させることのできない先天性のものである。能力を行使している間はサードアイが明滅する。
また、彼らは旧世界の人間に造られた生物ではないかということが作中でほのめかされている。
天宙眼（てんちゅうがん）
ザ・サードの第三の瞳であるサードアイをこう呼ぶ。紅い色彩で、電脳ネットワークにダイレクト接続することを可能にする。この天宙眼の能力の差によって個体能力の差が決定され、評議会における地位として常任議員と非常任議員に分けられる。常任と非常任の差はどのようにしても埋められるものではない。緊急事態においては常任議員だけで惑星全体のシステムを把握し、起動・運営することができるほどである。それぞれの個体数について詳細は不明だが、常任議員は十数名であるという推測がなされている。
火乃香も天宙眼を持つが、彼女のものは蒼い色彩で、能力的にも異なったものである。蒼い天宙眼は生体膜として気を集中させ増幅する働きがあり、その他にも第六感的な働きをなすことがある。なお、蒼い天宙眼はザ・サードの遺伝子が突然変異した結果現れるもので、現在火乃香をおいて他にこの天宙眼の持ち主は平行世界ウロボロスの生物たちと火乃香の強化クローンとして作られたエレクトラ以外確認されていない。
査察軍（ささつぐん）
ザ・サードが編成する軍隊。権力をもったザ・サードが個々に編成する部隊も査察軍に所属するが、基本的にはザ・サード全体の直轄部隊として各地に常駐する。主な任務としてテクノス・タブー関連の取り締まり、各地哨戒、ザ・サードの護衛などが挙げられる。警察のように見受けられるが、人類同士の争いや事件、事故には関わることは一切ない。青い殺戮者（ブルーブレイカー）もこれに配属されている。大部分が自動歩兵で編成されているが、戦車や戦闘ヘリなども存在している。
テクノス・タブー
機械が発達した世界で、ザ・サードが人類に課した絶対のルール。再び「大戦」に繋がりかねない機械およびその情報について、人類がこれに抵触することは許されないとするもの。航空機械、培養脳などがこれに含まれているが全体として詳細は不明。このテクノス・タブーにより人類は制空権を奪われ、砂漠を航行する際には砂上戦車や、デューンバギー（砂上車）を使用した地上行路を行くしかない。
テクノス・タブーに抵触、および疑惑情報がザ・サードに報告された時点で強制査察が行われ、大掛かりなものになれば街全体が査察対象になる。これに対する反抗は許されず、弁明や謝罪が受け入れられた前例は無い。
自動歩兵（じどうほへい）
ザ・サードが作り出した兵器。培養脳と鋼鉄のロボットを組み合わせて生み出された兵士。査察軍に所属することがほとんどで、その能力は高く、一般人が対抗できるような柔なものではない。基本装備としてスマートライフル（知性銃）を持ち、任務によってはフライング・ユニット（飛行装備）を背面に着用することもある。確認されているのはIII式自動歩兵、IV式自動歩兵、V式自動歩兵で、III式およびIV式をベースにした自動歩兵が主流である。
青い殺戮者（ブルーブレイカー）も自動歩兵の一種であるが、その培養脳は突然変異によって生まれた一種のミュータントで、あらゆる面において他の自動歩兵を上回る最高兵器である。シミュレーターによりブルーブレイカーはIV式50体との戦闘を経験しているが、全機撃墜し無傷で生還したという記録が残されている。
培養脳（ばいようのう）
自動歩兵など、ザ・サードが用いる機械機器に搭載されている頭脳中枢。その製法はザ・サードのみに知られるところで人類はこれに触れることは許されず、テクノス・タブーの一つに数えられている。人間の脳を強化したようなもので思考することが可能。機械知性体もこれに似たものとなっている。
自動歩兵には人類による技術の簒奪を阻止する目的として守秘機構が設けられており、機能が停止したものは自身の培養脳を焼くため、人類がその構造を知るのは至難の業である。しかし、人類側としては培養脳研究にある程度手を染めずに機械機器の発展はありえない、と考えている者も数多く存在する。過去には無傷のまま培養脳を手に入れたドク・オレグという機械機器のオーソリティも確認されているが、その入手方法については不明である。
評議会（ひょうぎかい）
ザ・サードの常任および非常任議員で構成される議会。最高権力者は種族中最高齢で最高の能力者であるオールド・マキナ。議長はフィラ・マリークが務めている。惑星に関する重要懸案を話し合う場で、全ての決定はこの評議会で行われる。常任議員は不動で、人数の増減は滅多にない。非常任議員は常任議員以外の全ザ・サードから無作為に選出され、一定期間勤め上げると解任、新たな議員が選出される仕組みとなっている。
常任、非常任の差は天宙眼の能力差に起因している。両者間の能力差は圧倒的であり、何によっても覆すことはできない。常任議員にはオールド・マキナ、浄眼機、フィラ・マリークの他、ゾォヌという人物が確認されている。常任議員の名前と人数については人類側にも公表されている。
ハイペリウス（中枢統合府）
ハイペリウスシティとも呼ばれる、ザ・サードの多くが生活する街。ハイペリウスの位置はザ・サードのみが知るところで、そこへと至るには空路を用いる他に無く、ザ・サードとザ・サードに招聘された者、および自動歩兵しか入ることはできない。
エンポリウム
機械の街と呼ばれるほどあらゆる機械機器が集まる巨大都市。火乃香もエンポリウムを本拠地にしており、ここを中心に仕事を行っている。商店、露店、レストラン、宿泊施設、ドッグヤード（修理工場）、病院施設、行政局などあらゆる施設が点在している。
機械の街の名は伊達ではなく、惑星中において他の追随を許さないほど機械に精通した人物が集まっており、火乃香の友人で一流のテクノスであるジョーイに「エンポリウムで直らないものはないが、他の街で直せないものは山ほどある」と言わしめたほど。パイフウもここの住人であり、他にも火乃香の友人や知人が数多く生活している。
石の街
大戦で誕生したクレーターに建設された大都市で、周囲をシェルター・リングと呼ばれる崖に囲まれている。エンポリウムに匹敵する機械技術が発達した街だが、治安状態は最悪で、犯罪都市と呼ばれている。犯罪都市の名前通り、テクノス・タブーに違反する案件も大量に存在するのだが、街を囲むシェルター・リングが強固な防壁となって査察軍の侵入を阻んでいる。この他、空間が複雑に捻れた迷宮になっている「体内寺院」や「紅壁」に囲まれた「ゲットー」などの危険地帯も存在し、これらの内部には査察軍はおろかイレイザーですらうかつには入り込めない。ハデスはこの街を本拠地として辺境の闇社会に君臨し、パイフウもこの街で暗殺技術を教え込まれた。
ゲットー
石の街でも特に危険な地域で、「紅壁（クリムゾン・ウォール）」と呼ばれる赤茶けたレンガ壁で囲まれている。出入り口は南北に1ヶ所ずつ。「紅壁」の周りに緩衝地帯と呼ばれる廃墟が広がっている。内部の敷地面積は石の街全体から見れば小さいが、空間の捻れ具合は「体内寺院」の比ではなく、一瞬前まで存在した道路が壁になっている事も日常茶飯事である。数々の超常現象や徘徊するモンスターも危険極まりなく、凶悪な犯罪に慣れた石の街の住人ですら内部に入り込む事はほとんどない。もっとも、最大の驚異はこのような危険地帯を日常生活の場にしている住民が存在している事だろう。
行政局（ぎょうせいきょく）
人類の各都市に置かれている政治施設。行政・立法・司法を一手に引き受けているようである。火乃香のようななんでも屋に仕事を依頼することもある。警察なども行政局が指揮している。強制査察に対しては過敏に反応し、自警団を設立してその動向を探るようなこともしている。表向きとしては査察から街と人々を守る機関だが、中にはザ・サードと内通し、情報をリークして見返りを受けている行政局も存在する。
エンポリウムの行政局長であるイングリッドは辣腕として知られており、元なんでも屋の経験から火乃香のことを信頼している。またパイフウの過去を知る数少ない人物の一人でもあり、パイフウに教職を世話したのは彼女である。ラザリという有能な秘書を抱えている。
機械知性体（きかいちせいたい）
人類が生み出した、人格を宿した機械。自立思考を可能とし、経験を重ね機械回路を成長させることによって、人間と変わらぬほどの感情を持つことができる。人型、コアブロック型、戦車型などその形態は様々である。既出の例として、ボギー、看護婦のメイリン、しずく、イルザ、ジャンヌなどがいる。
気（き）
不可視の力。火乃香やパイフウはこの力を感知し、増幅して用いることができる。自然界に存在するが、どのように蓄えられているのか、その総量はどれほどであるのかといったことは不明である。
火乃香はその抜刀術に気を利用し、刀本来の強度では歯が立たないはずの複合装甲などをたやすく斬断している。刀などの物質を用いるのは形のあるものを利用したほうが気を練るのに有効なため。他にも蒼い天宙眼を通じて気を集中、増幅させて放ち、小型の台風のようなものを発生させて周囲1キロほどを跡形もなく吹き飛ばしたこともある。また気を利用して風を読んだり、相手の攻撃を察知して回避不可能なもの（例えばレーザー）を避けることもできる。
パイフウは体術に気を応用しており、気流を利用した高等応用技術である龍気槍（りゅうきそう）という技を操る。
ヒーリング
人体の回復能力を補助し、高めることができる技術。主にイクスが使用する。傷を治すことはもちろん、免疫機構に干渉して風邪などの症状を和らげることもできる。ただし人体の回復には正しいプロセスが存在し、ヒーリングによって強引に完治させてしまうことには多少問題があるため、ヒーリングの基本はあくまでも回復補助ということになっている。パイフウも気を応用し、微弱ではあるがヒーリングを用いることができる。
イレイザー
ザ・サードの不正規特殊部隊。査察軍では対処不能なケースのテクノス・タブー案件に対して出動要請を受ける。隠密行動が原則だが、その名が示す通り、一度彼らが出動すれば、たとえ街を全て焼き払ってでも必ず対象を消去する権限を持つ恐ろしい部隊。出動内容および関係情報にタッチすることを許されるのは常任議員のみである。部隊リーダーはアレクセイという男が務めており、彼は人間社会に溶け込んで活動できるよう外科的整形手術によって天宙眼を巧みに隠したザ・サードの一員である。他の隊員の詳細は不明であるが、どうもザ・サードによって作り出された強化人間のような存在であるようだ。ちなみに、辺境一のなんでも屋として知られるMJはイレイザーのメンバーでもある。
ファントム
「大戦」で生み出された半流動体素材の戦闘サイボーグのなれの果て。長い時間の中で思考中枢や制御系に機能不全を起こしている。複数体存在し、中には人間と融合する者もいる。
ルミナ
犯罪結社。気を増幅するチャクラ・システムを搭載した暗殺用アンドロイド・夜蝶、昼顔、月華の3姉妹機を作り出すほどの技術を持つ。

## 既刊一覧

### 小説（長編）
- 星野亮（著） / 後藤なお（イラスト、VIIIまで） / きみしま青（イラスト、IXから） 『『ザ・サード』 富士見書房〈富士見ファンタジア文庫〉、既刊12巻（2011年12月20日現在）
  1. 「蒼い瞳の刀使い（ソードダンサー）」1999年1月25日初版発行（1月19日発売[6]）、ISBN 4-8291-2863-1
  2. 「虚ろなる幻影の墓碑（グレイヴストーン）」1999年6月25日初版発行（6月22日発売[7]）、ISBN 4-8291-2890-9
  3. 「還らざる魂の蜃気楼（ミラージュ）」1999年11月25日初版発行（同日発売[8]）、ISBN 4-8291-2929-8
  4. 「天翔ける螺旋の乙女（フェアリィ）」2000年3月25日初版発行（3月23日発売[9]）、ISBN 4-8291-2956-5
  5. 「惑いの空の凶天使（ハーフ・ウィング）」2000年10月25日初版発行（10月19日発売[10]）、ISBN 4-8291-2988-3
  6. 「異界の森の夢追い人（プロメテウス） 上」2002年10月25日初版発行（10月19日発売[11]）、ISBN 4-8291-1466-5
  7. 「異界の森の夢追い人（プロメテウス） 下」2003年1月25日初版発行（1月20日発売[12]）、ISBN 4-8291-1479-7
  8. 「死すべき神々の荒野（ゲヘナ） 上」2004年10月25日初版発行（10月20日発売[13]）、ISBN 4-8291-1657-9
  9. 「死すべき神々の荒野（ゲヘナ） 下」2005年1月25日初版発行（1月20日発売[14]）、ISBN 4-8291-1665-X
  10. 「迷宮の街の忘れもの（ゲシュペンスト）」2008年1月25日初版発行（1月19日発売[15]）、ISBN 978-4-8291-3250-0
  11. 「竜谷の涯の旅人たち（デューン・ランナー）」2010年4月25日初版発行（4月20日発売[16]）、ISBN 978-4-8291-3518-1
  12. 「次元の闇の黒魔獣（ルサンチマン）」2011年12月25日初版発行（12月20日発売[17]）、ISBN 978-4-8291-3714-7

### 小説（短編・外伝）
- 星野亮（著） / 後藤なお（イラスト、「ただ、それだけのこと」まで） / きみしま青（イラスト、「青の記憶」から） 『ザ・サード』 富士見書房〈富士見ファンタジア文庫〉、既刊7巻（2009年12月19日現在）
  1. 「いつか時が流れても」2001年3月25日初版発行（3月16日発売[18]）、ISBN 4-8291-1334-0
  2. 「夜明けまで」2003年11月25日初版発行（11月20日発売[19]）、ISBN 4-8291-1569-6
  3. 「黒髪のジャンヌ」2004年3月25日初版発行（3月18日発売[20]）、ISBN 4-8291-1593-9
  4. 「風のままに、歌のままに」2005年4月25日初版発行（4月20日発売[21]）、ISBN 4-8291-1711-7
  5. 「今日の午後は」2005年10月25日初版発行（10月20日発売[22]）、ISBN 4-8291-1765-6
  6. 「ただ、それだけのこと」2006年4月25日初版発行（4月20日発売[23]）、ISBN 4-8291-1815-6
  7. 「青の記憶」2009年12月25日初版発行（12月19日発売[24]）、ISBN 978-4-8291-3476-4
- 星野亮（著） / 後藤なお（イラスト） 『ザ・サード0（ゼロ） 風花の舞う街で』2001年7月25日初版発行（7月19日発売[25]）、ISBN 4-8291-1367-7

### 小説（完全版）
- 星野亮（著）・士郎正宗（イラスト） 『ザ・サード 完全版』 毎日新聞出版〈μNOVEL〉、既刊6巻（2016年9月1日現在）
  1. 2015年10月27日初版発行（同日発売[26]）、ISBN 978-4-620-21000-1
  2. 2015年12月16日初版発行（同日発売[27]）、ISBN 978-4-620-21001-8
  3. 2016年2月25日初版発行（2月26日発売[28]）、ISBN 978-4-620-21002-5
  4. 2016年4月25日初版発行（4月26日発売[29]）、ISBN 978-4-620-21010-0
  5. 2016年7月1日初版発行（6月30日発売[30]）、ISBN 978-4-620-21011-7
  6. 2016年9月1日初版発行（同日発売[31]）、ISBN 978-4-620-21012-4

### 漫画
- 星野亮（原作）・後藤なお（キャラクター原案）・伊藤有子（作画） 『ザ・サード 〜砂漠の星のアプレンティスガール〜』 角川書店〈角川コミックスドラゴンJr.〉、全2巻
  1. 2006年7月1日初版発行（6月29日発売[32]）、ISBN 4-04-712455-9
  2. 2006年12月28日初版発行（12月26日発売[33]）、ISBN 4-04-712476-1

### ガイドブック
- 『超解！ザ・サード』2006年4月30日初版発行（4月18日発売[34]）、ISBN 4-8291-7607-5

## テレビアニメ
『ザ・サード 〜蒼い瞳の少女〜』のタイトルで、2006年4月13日から10月26日まで毎週木曜日深夜0時30分からWOWOW（ノンスクランブル）にて放送された。なお、小説の本編とは内容が多少異なったり話に前後が見られるが（小説第1巻の観察者との接触が、アニメでは最終話に置かれている等）、大筋では一致している。ナレーターは、小杉十郎太が担当。

### スタッフ
- 原作 - 星野亮[3]
- 原作イラスト - 後藤なお[3]
- 監督 - 神谷純[3]
- シリーズ構成 - 大西信介[3]
- キャラクターデザイン - 山岡信一[3]
- メカニックデザイン - 鷲尾直広[3]
- ストーリーボードデザイン - 久我嘉輝[5]
- 色彩設計 - 関本美津子[5]
- 美術監督 - 海野よしみ[3]、高山八大[5]
- 撮影監督 - 広瀬勝利[5]
- 編集 - 森田清次[5]
- 音響監督 - 三間雅文[5]
- 音楽 - 大橋恵[5]
- プロデューサー - 立崎孝史[5]、鈴木路子[5]、阿部祐督[5]、武智恒雄[5]、千野孝敏[5]、能戸隆[5]
- アニメーション制作 - XEBEC[3]
- 製作 - ザ・サード製作委員会[5]

### 主題歌
オープニングテーマ「砂上の夢」
作詞 - 岩里祐穂 / 作曲・編曲 - 大橋恵 / 歌 - 佐々木ゆう子
エンディングテーマ「アイエヌジー」（1 - 12話）
作詞 - 小林光一 / 作曲 - 超飛行少年 / 歌 - 超飛行少年
エンディングテーマ「レイトショー」（13 - 24話）
作詞 - 小林光一 / 作曲 - 超飛行少年 / 編曲 - 超飛行少年・YAMACHI / 歌 - 超飛行少年
挿入歌「Private Wars」（22話）
歌 - 佐々木ゆう子

### 各話リスト
| 話数 | サブタイトル                     | 脚本     | 絵コンテ | 演出     | 作画監督                              |
| ---- | -------------------------------- | -------- | -------- | -------- | ------------------------------------- |
| 1    | ソード・ダンサー                 | 大西信介 | 神谷純   | 神谷純   | 山岡信一                              |
| 2    | 慌しい一夜                       | 小出克彦 | 榎本明広 | 榎本明広 | 竹谷今日子 松村拓哉（メカ）           |
| 3    | 砂漠の街                         | 根元歳三 | 神谷純   | 孫承希   | 堀たえ子                              |
| 4    | 蒼い殺戮者（ブルーブレイカー）   | 大西信介 | 榎本明広 | 榎本明広 | 前田明寿                              |
| 5    | 蒼い天宙眼                       | 小出克彦 | 神谷純   | 大槻敦史 | 足立慎吾                              |
| 6    | 大地に吹く風                     | 大西信介 | 榎本明広 | 榎本明広 | 山岡信一                              |
| 7    | 夜明けまで                       | 根元歳三 | 菱川直樹 | 菱川直樹 | 加藤雅之                              |
| 8    | エンポリウムの午後               | 根元歳三 | 鈴木利正 | 鈴木利正 | 高見明男                              |
| 9    | パイフウ                         | 根元歳三 | 菱川直樹 | 菱川直樹 | 堀たえ子（キャラ） 松村拓哉（メカ）   |
| 10   | 砂漠の墓碑（グレイヴ・ストーン） | 根元歳三 | 孫承希   | 孫承希   | 前田明寿                              |
| 11   | 幻影との戦い                     | 根元歳三 | 大槻敦史 | 大槻敦史 | 梶浦紳一郎                            |
| 12   | それぞれの理由                   | 根元歳三 | 鈴木利正 | 鈴木利正 | 高見明男                              |
| 13   | 砂漠の伝説（フォークロア）       | 大西信介 | 神谷純   | 神谷純   | 石原満                                |
| 14   | 妖精幻視                         | 大西信介 | 榎本明広 | 榎本明広 | 堀たえ子 竹谷今日子                   |
| 15   | 砂嵐の夜                         | 大西信介 | 鈴木利正 | 鈴木利正 | 松村拓哉 前田明寿                     |
| 16   | 乱舞する生命                     | 大西信介 | 長澤剛   | 長澤剛   | 佐久間信一                            |
| 17   | ローナ・ファウナ                 | 小出克彦 | 榎本明広 | 榎本明広 | 岡田万衣子                            |
| 18   | 発動                             | 小出克彦 | 榎本明広 | 高山功   | 石川健朝                              |
| 19   | 強行突破                         | 小出克彦 | 羽原信義 | 長澤剛   | 竹谷今日子（キャラ） 前田明寿（メカ） |
| 20   | 死線を越えて                     | 小出克彦 | 鈴木利正 | 鈴木利正 | 高見明男                              |
| 21   | 届かぬ思い                       | 小出克彦 | 太田雅彦 | 孫承希   | 佐久間信一                            |
| 22   | 還らざる魂の蜃気楼（ミラージュ） | 小出克彦 | 榎本明広 | 榎本明広 | 佐久間信一                            |
| 23   | 鋼の谷へ                         | 大西信介 | 榎本明広 | 鈴木利正 | 加藤雅之                              |
| 24   | これから始まる物語               | 大西信介 | 神谷純   | 神谷純   | 山岡信一                              |